# کوستا ولپینو
کوستا ولپینو (به ایتالیایی: Costa Volpino) یک کومونه در ایتالیا است که در استان برگامو واقع شده‌است. کوستا ولپینو ۱۸ کیلومتر مربع مساحت و ۹٬۳۹۹ نفر جمعیت دارد و ۱۹۲ متر بالاتر از سطح دریا واقع شده‌است.